# Thomas Thynne, 5. Marquess of Bath

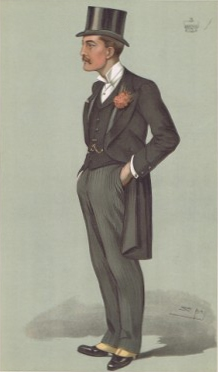
Thomas Thynne. Karikatur von Leslie Ward in der Vanity Fair 1896

Thomas Henry Thynne, 5. Marquess of Bath KG CB (* 15. Juli 1862 in London; † 9. Juni 1946) war ein britischer Adliger und Politiker.
Thomas Thynne entstammte der Familie Thynne und war der älteste Sohn von John Thynne, 4. Marquess of Bath und von Frances Vesey. Als Titelerbe führte er den Höflichkeitstitel Viscount Weymouth und besuchte das Eton College. Anschließend studierte er am Balliol College in Oxford, wo er 1886 einen Abschluss als Bachelor und 1888 als Master machte. 
Bei den Unterhauswahlen 1886 Jahr wurde er als Kandidat der Tories für Frome gewählt. Bei der Wahl von 1892 wurde er nicht wiedergewählt, doch 1895 kandidierte er erneut erfolgreich für Frome. Nach dem Tod seines Vaters im April 1896 erbte er dessen Titel, womit er Mitglied des House of Lords wurde und aus dem House of Commons ausschied. 1904 wurde er Lord Lieutenant von Somerset, dieses Amt hatte er bis zu seinem Tod inne. 1905 diente er in der Regierung von Arthur Balfour als Under-Secretary of State for India, und ab 1906 war er Vorsitzender des County Council von Wiltshire. In der Royal Wiltshire Yeomanry erreichte er den Rang eines Oberstleutnants, später wurde er Honorary Colonel der Yeomanry und der Somerset Light Infantry. Am 14. März 1917 wurde er in den Hosenbandorden aufgenommen, dazu war er Companion des Orders of the Bath sowie Knight of Justice des Order of Saint John. Von 1922 bis 1923 übernahm er unter Andrew Bonar Law das Amt des Master of the Horse, weshalb er 1922 Mitglied des Privy Council wurde.

## Familie und Nachkommen
Er heiratete am 19. April 1890 Violet Caroline Mordaunt, das einzige Kind aus der Ehe von Sir Charles Mordaunt, 10. Baronet und Harriet Sarah Moncreiffe. Mit ihr hatte er zwei Söhne und drei Töchter:
- Lady Kathleen Violet Thynne (1891–1977) ⚭ Oliver Hugh Stanley
- Lady Emma Margery Thynne (1893–1982) ⚭ William Compton, 6. Marquess of Northampton
- John Alexander Thynne, Viscount Weymouth (1895–1916)
- Lady Mary Beatrice Thynne (1903–1974), ⚭ (1) Charles John Wilson, 3. Baron Nunburnholme, ⚭ (2) Sir Ulick Francis Canning Alexander
- Henry Frederick Thynne, 6. Marquess of Bath (1905–1992)

Da sein ältester Sohn John während des Ersten Weltkriegs gefallen war, erbte sein zweiter Sohn Henry, der bereits ab 1928 die Verwaltung der Familiengüter übernommen hatte, seine Titel.